# Philip Kitcher
Philip Stuart Kitcher (Londen, 20 februari 1947) is een Brits filosoof aan de Columbia-universiteit, gespecialiseerd in wetenschapsfilosofie, filosofie van de biologie, filosofie van de wiskunde, filosofie van de literatuur en pragmatisme. Buiten de academische wereld is hij ook bekend voor zijn werk rond creationisme en sociobiologie.
Hij behaalde zijn doctoraat onder Carl Gustav Hempel in de wetenschapsgeschiedenis en -filosofie aan de Princeton-universiteit in 1974, waar hij ook samenwerkte met Thomas Kuhn. In 2002, werd Kitcher verkozen tot lid van de American Academy of Arts and Sciences. Hij is getrouwd met de filosofe Patricia Kitcher, een specialist rond het werk van Immanuel Kant en filosofie van de psychologie. 